# ミルティアデス (ローマ教皇)
ミルティアデス（Miltiades, ? - 314年1月10日）は、ローマ教皇（在位：311年7月10日 - 314年1月10日）。

## 人物・生涯
アフリカ出身といわれるが、黒人でなかったとする文章もあり、正確なことはわかっていない。「ラテラノ・ヨハネ大聖堂」（サン・ジョバンニ・イン・ラテラーノ）を建設したといわれる。
没後、12月10日に祭日が設けられ、列聖された。自然死だったようであるが、反キリスト教の皇帝マクシミアヌスの治下で苦しい立場の中、教皇を務めたことから殉教者であると考えられている。

## 「汝これにて勝て」の逸話
コンスタンティヌス大帝は、ミルウィウス橋の戦いへの進軍中に空中に十字架のしるしとともに、「汝これにて勝て」（「エン・トゥトイ・ニカ」希: εν τουτωι νικα）というギリシア文字を発見し、モノグラム☧（キー・ロー、英: Chi-Rho）を旗印としたラバルムを掲げ、戦いに勝利した。
ミトラ教徒であったコンスタンティヌスは、この事件を境にキリスト教に理解を示すようになり、ミラノ勅令を発してキリスト教を公認し、ミトラ教からキリスト教に改宗した（改宗に当たっては洗礼は受けず、臨終の際に洗礼を受けたとされる）。